# Iaciminne, Lenine
Iaciminne (în ucraineană Ячмінне) este un sat în comuna Batalne din raionul Lenine, Republica Autonomă Crimeea, Ucraina.

## Demografie
Componența lingvistică a localității Iaciminne
     Rusă (62,96%)
     Tătară crimeeană (24,69%)
     Ucraineană (11,73%)
Conform recensământului din 2001, majoritatea populației localității Iaciminne era vorbitoare de rusă (62,96%), existând în minoritate și vorbitori de tătară crimeeană (24,69%) și ucraineană (11,73%).